# Tennistoernooi van Dubai 2006
|                                                 |  |                                     |
| Justine Henin-Hardenne, winnares bij de vrouwen |  | Rafael Nadal, winnaar bij de mannen |

Het tennistoernooi van Dubai van 2006 werd van 20 februari tot en met 4 maart 2006 gespeeld op de hardcourt-buitenbanen van het Aviation Club Tennis Centre in Dubai, de hoofdstad van het gelijknamige emiraat in de Verenigde Arabische Emiraten. De officiële naam van het toernooi was Dubai Duty Free Women's Open voor de vrouwen – voor de mannen werd The Dubai Tennis Championships gehanteerd.
Het toernooi bestond uit twee delen:
- WTA-toernooi van Dubai 2006, het toernooi voor de vrouwen, van 20 tot en met 25 februari 2006
- ATP-toernooi van Dubai 2006, het toernooi voor de mannen, van 27 februari tot en met 4 maart 2006

ATP-toernooi van Dubai – WTA-toernooi van Dubai

2001 · 2002 · 2003 · 2004 · 2005 · 2006 · 2007 · 2008 · 2009 · 2010 · 2011 · 2012 · 2013 · 2014 · 2015 · 2016 · 2017 · 2018 · 2019 · 2020 · 2021 · 2022 · 2023 · 2024 · 2025